# Chevalier errant
Pour les articles homonymes, voir chevalier errant (homonymie).

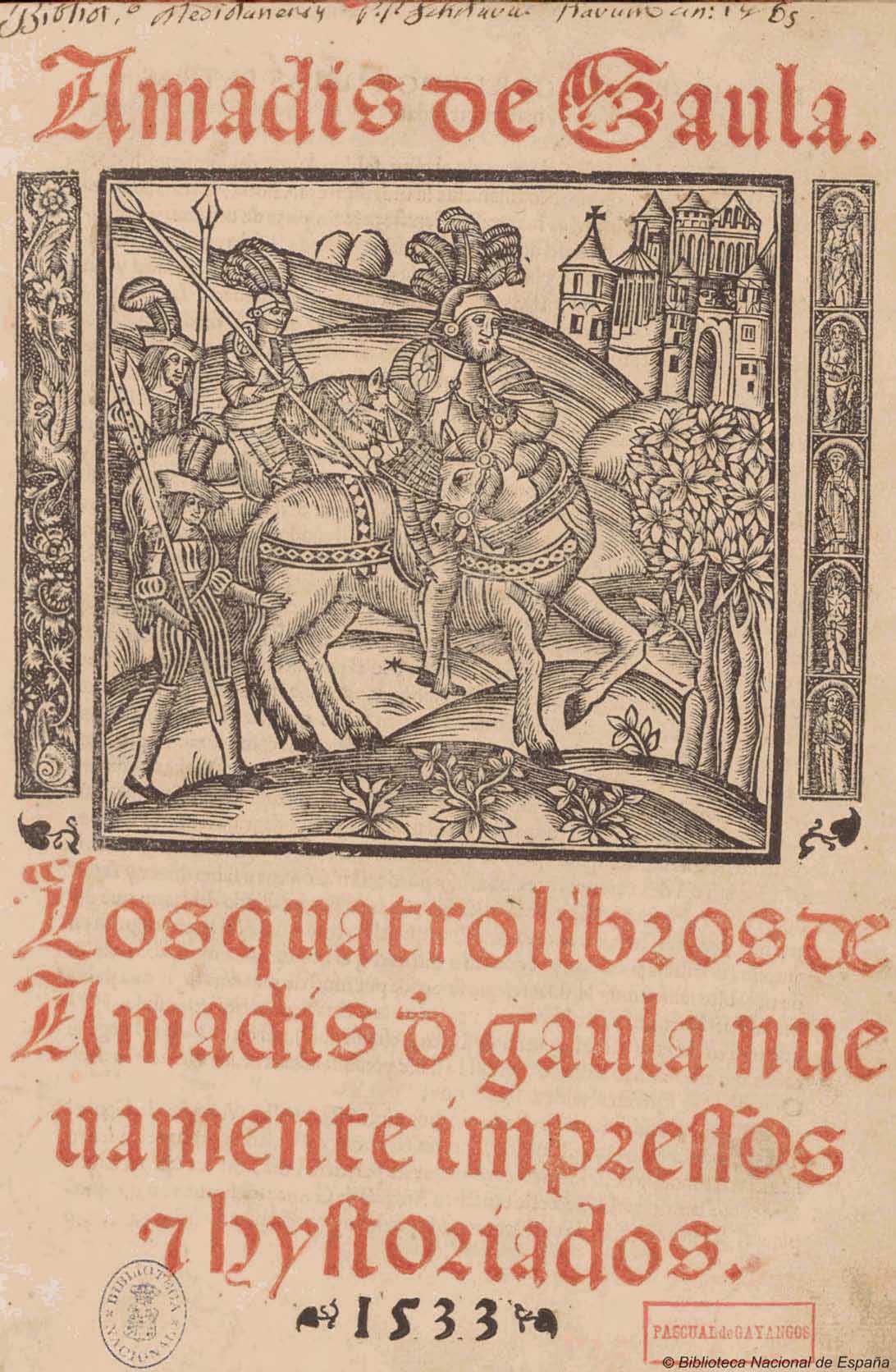
Page de titre du roman Amadis de Gaule (1533).

Un chevalier errant est un personnage type de la littérature de chevalerie médiévale.
Ce chevalier est montré par les poètes comme voyageant à travers les contrées à la recherche d'aventures pour prouver ses vertus chevaleresques, soit dans des duels afin de protéger les opprimés, soit dans la poursuite de l'amour courtois.

## Description
Le chevalier errant est un personnage qui s'est détaché du monde et de sa famille afin de partir seul pour réparer ses torts ou pour affirmer ses propres idéaux chevaleresques,. Il est motivé par l'idéalisme et des objectifs souvent illusoires. Dans l'Europe médiévale, l'errance des chevaliers existe dans la littérature, bien que les œuvres de fiction de cette époque soient souvent présentées comme de la non-fiction,. 
Les modèles du chevalier errant sont les héros de la Table Ronde du cycle arthurien tels que Gauvain, Lancelot et Perceval  La quête la plus commune est celle du Saint Graal, l'exemple le plus célèbre étant Perceval ou le Conte du Graal écrit par Chrétien de Troyes dans les années 1180,. 
Le personnage du chevalier errant existe dans la littérature romanesque à partir de la fin du XIIe siècle. Cependant, le terme « chevalier errant » ne vient que plus tard, sa première utilisation attestée figurant dans le poème du XIVe siècle Sire Gauvain et le Chevalier vert.
Les contes de chevaliers errants sont restés populaires tout au long de la fin du Moyen Âge. Ils ont été rédigés en moyen français, moyen anglais et moyen bas allemand. 
Au XVIe siècle, le genre est devenu très populaire dans la péninsule ibérique. Amadis de Gaula est alors l'un des contes de chevalier errant les plus aboutis de cette période. Miguel de Cervantes écrit Don Quichotte (1605), une parodie burlesque de ces romans et de leur popularité. Les contes de chevalier errant passent alors de mode pendant deux siècles, jusqu'à ce qu'ils réapparaissent sous la forme du roman historique pendant la période romantique.

## En tant que figure littéraire

### Littérature médiévale

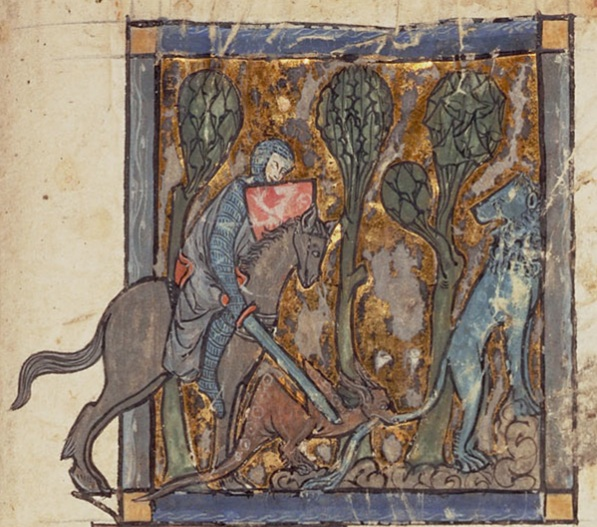
« Yvain sauve le lion », extrait de Garrett MS 125, un manuscrit illustré d' Yvain ou le Chevaier au lion, daté d'environ 1295.

Un chevalier errant accomplit généralement tous ses actes au nom d'une dame et invoquait son nom avant d'effectuer un exploit[réf. nécessaire]. Dans les formes les plus sublimées du chevalier errant, il est motivé par l'idéalisme moraliste pur plutôt que par l'inspiration romantique (comme dans le cas de Sir Galaad).
Un tel chevalier peut être extérieur à la structure féodale, errant uniquement pour accomplir de nobles exploits ou pour réprimer plus généralement les malfaiteurs ; ou bien, être au service d'un roi ou seigneur choisi, voyageant ainsi à la poursuite d'une quête spécifique donnée par ce dernier. Par exemple, dans La Reine des fées, saint Georges est envoyé pour sauver le royaume des parents d'Una d'un dragon. 
Dans ces romans, les aventures incluent souvent des ennemis mythiques tels que des géants, des enchanteresses ou des dragons. Les chevaliers peuvent également obtenir une aide qui sort de l'ordinaire : Sir Yvain aide un lion contre un serpent, ce dernier l'accompagnant ensuite et faisant de lui le chevalier du lion. D'autres chevaliers errants sont aidés par des hommes sauvages, comme dans Valentin et Orson, ou par des loups dans Guillaume de Palerne.

### Littérature contemporaine
Le protagoniste du roman De si jolis chevaux de Cormac McCarthy, John Grady Cole, serait basé spécifiquement sur Sir Gauvain. Les deux personnages partagent un certain nombre d'aspects et de traits : tous deux sont enracinés dans d'anciens mythes et vivent selon des codes de conduite d'une époque antérieure.   
Dans la pièce Ondine de Jean Giraudoux, un chevalier errant apparaît, lors d'une tempête, dans la modeste demeure d'un pêcheur et de sa femme. 
Une représentation du chevalier errant se trouve dans Sir Nigel d'Arthur Conan Doyle (1906). 
Le terme est également en dehors du drame médiéval, par exemple dans The Dark Knight comme titre de Batman. 
Dans la série fantastique épique Le Trône de fer, une classe de chevaliers est appelée "Hedge Knights". Ceux-ci errent sans maître et sont souvent assez pauvres. Ils parcourent Westeros à la recherche d'un emploi, leur nom venant de leur propension à dormir en dehors ou dans les forêts lorsqu'ils n'ont pas les moyens de se loger. La vie d'un Hedge Knights est décrite dans les Tales of Dunk and Egg. 
L'exemple le plus connu d'un chevalier errant dans la littérature pour enfants se trouve dans The Letter for the King de l'auteur néerlandais Tonke Dragt.  

## Le chevalier errant selon les cultures

### Eurasie

#### Monde slave
La byline (poésie épique slave) dépeint le bogatyr (russe : богатырь) comme un chevalier errant servant de protecteur à sa patrie et, parfois, d'aventurier.
Certains d'entre eux sont présumés être des personnages historiques ; tandis que d'autres sont fictifs, peut-être issus de la mythologie slave.
La plupart des histoires sur les bogatyrs tournent autour de la cour de Vladimir Ier de Kiev : trois bogatyrs populaires — Ilya Mouromets, Dobrynia Nikititch et Aliocha Popovitch (peint par Viktor Vasnetsov) — ont pour légende de l'avoir servi.

### Asie de l'Est

#### Monde chinois
Le youxia (chinois simplifié : 游侠 ; chinois traditionnel : 遊俠 ; pinyin : yóuxiá), chevalier errant chinois, voyage pour protéger les gens du commun des régimes oppressifs.
Contrairement à leurs homologues européens, ils ne viennent d'aucune caste sociale particulière.
Il existe également une tradition littéraire populaire née sous la dynastie Tang, centrée sur les esclaves négritos utilisant des capacités physiques surnaturelles pour sauver des demoiselles en détresse kidnappées,.
Un youxia réputé pour ses prouesses ou compétences martiales est appelé wuxia.

#### Japon
Au Japon, le musha shugyō (武者修行) est un concept similaire à la chevalerie errante.
Il s'agit d'une quête ou d'un pèlerinage dans lequel un samouraï voulant tester ses capacités dans des conditions réelles, part voyager à travers le pays dans une espèce de parcours initiatique et se livre à des duels en cours de route.